# Sơ mi

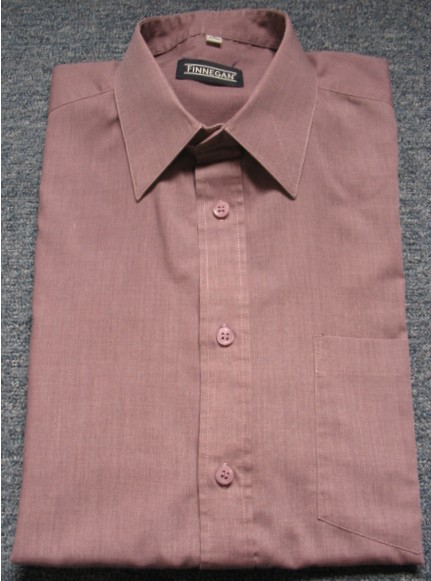
Một chiếc sơ mi đã được gấp

Áo sơ-mi (bắt nguồn từ tiếng Pháp: chemise) là loại hàng may mặc bao bọc lấy thân mình và hai cánh tay của cơ thể. Ở thế kỷ 19, sơ mi là một loại áo lót bằng vải dệt mặc sát da thịt. Ngày nay, sơ mi có cổ áo, tay áo và hàng nút phía trước. Phiên bản dành cho nữ được gọi là sơ mi nữ (tiếng Pháp: chemisier). Sơ mi được đặc trưng bởi loại vải dệt nên nó. Vải bông (cotton) là vật liệu được dùng nhiều nhất, ngoài ra còn có vải lanh, lụa và vật liệu thuần tổng hợp hay có pha lẫn sợi bông.
Tùy theo mốt và phép lịch sự mà có thể chọn lựa cho áo sơ mi vào quần ("đóng thùng") hay không. Có thể mặc sơ mi kèm cà vạt ở cổ áo.

## Lịch sử
Sơ mi vẫn đóng vai trò là một món đồ lót của nam cho đến tận thế kỷ 20. Mặc dù "sơ mi" dành cho nữ có quan hệ gần gũi với áo cho nam nhưng áo của nam mới là loại áo biến đổi trở thành chiếc sơ mi hiện đại. Vào thời Trung Cổ, sơ mi là loại áo trơn, không nhuộm, mặc sát da thịt và dưới các lớp áo khác. Trong các tác phẩm hội họa thời kỳ này, người ta chỉ vẽ sơ mi lộ ra khi người mặc nó trong tác phẩm là những nhân vật hèn mọn như người chăn cừu, tù nhân và người biết sám hối. Trong thế kỷ 17, sơ mi nam được phép thể hiện trong hội họa, cũng giống như các tác phẩm gợi dục vẽ đồ lót ngày nay. Vào thế kỷ 18, thay vì mặc quần trong thì nam giới "dựa vào phần đuôi dài của sơ mi... để thay cho quần đùi". Nhà sử học nghiên cứu về trang phục thế kỷ 18 là Joseph Strutt tin rằng đàn ông nào không mặc sơ mi khi đi ngủ là đàn ông không đứng đắn. Ngay cả đến tận năm 1879, việc mặc độc sơ mi trên người cũng còn được xem là không phù hợp.
Sau Chiến tranh Trăm Năm và nạn dịch hạch, các kỹ thuật dệt và nhuôm được người Flanders - thu lợi nhờ sự trung lập của họ trong cuộc chiến - phát triển, đáp ứng cho dân số đang tăng, điều kiện sống tốt lên và nhu cầu hàng xa xỉ của giới quý tộc. Vào thế kỷ 15, người ta bổ sung cổ áo và sơ mi bắt đầu trở thành loại trang phục của phái nam. Ở thế kỷ 16, sơ mi cho nam thường có họa tiết thêu trang trí và đôi khi có thêm diềm xếp nếp hay đăng ten ở cổ áo và cổ tay áo; xuyên suốt thế kỷ 18, sơ mi có diềm xếp nếp dài ở cổ áo hoặc đăng ten trên cổ áo được xem là mốt thời thượng. Việc trang trí cổ áo cầu kỳ cũng là để tượng trưng cho địa vị xã hội của người mặc. Áo sơ mi nhuộm màu bắt đầu xuất hiện vào đầu thế kỷ 19. Chúng được xem là loại áo thông thường và cho đến thế kỷ 20, áo này chỉ dành riêng cho tầng lớp công nhân ở địa vị thấp trong xã hội. Một quý ông "mặc sơ mi màu xanh da trời là điều không tưởng vào năm 1860, nhưng điều đó đã trở thành tiêu chuẩn ở năm 1920 và phổ biến ở hầu hết các sự kiện thông thường vào năm 1980."
Phụ nữ Mỹ và châu Âu bắt đầu mặc áo sơ mi vào năm 1860 khi sơ mi Garibaldi - một loại sơ mi màu đỏ do những người đấu tranh vì quyền tự do dưới sự lãnh đạo của Giuseppe Garibaldi mặc - trở nên phổ biến nhờ công của Nữ hoàng Eugénie nước Pháp. Vào cuối thế kỷ 19, cuốn từ điển Century Dictionary miêu tả sơ mi thông thường là loại áo "làm bằng vải bông, với ngực áo bằng vải lanh, cổ tay áo được làm cứng bằng hồ, cổ áo và cổ tay áo thường có thể tách rời ra và có thể điều chỉnh được."

## Bộ phận
Áo sơ mi có các bộ phận là thân áo, cổ áo, tay áo, cổ tay áo, túi áo. 
Cổ áo

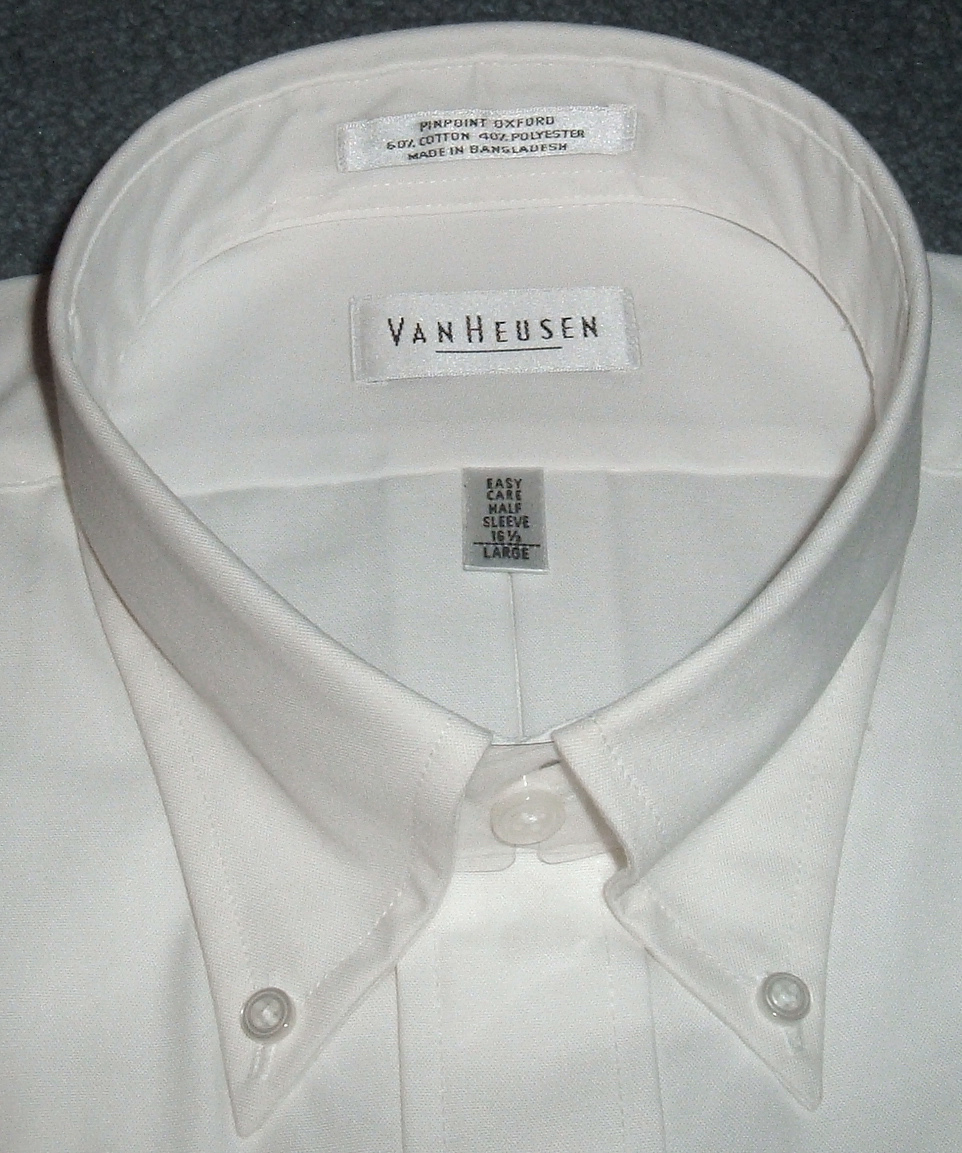
Cổ áo sơ mi

Cổ áo là phần quan trọng của sơ mi. Có các loại cổ khác nhau:
- Cổ cài nút ở dưới (button-down)
- Cổ cổ điển: cao 6 đến 7 cm với phần góc từ 9 đến 10 cm.
- Cổ kiểu Ý cut away: mặc chung với cà vạt thắt nút to kiểu Windsor (đặt tên theo Công tước Windsor, tức vua Edward VIII của Anh sau khi đã thoái vị).
- Cổ kiểu Mao Trạch Đông: cổ áo thẳng bao quanh cổ người mặc, không đeo kèm cà vạt được.

Tay áo
Có thể là tay ngắn hoặc tay dài (kéo đến cổ tay).
Thân áo
Có đường mở áo nằm dọc phía trước áo với hàng nút hay khóa kéo.
Cổ tay áo
Một số loại cổ tay áo khác nhau là:
- Cổ tay cổ điển có khâu nút
- Cổ tay áo có khuy măng sét
- Cổ tay áo kiểu Napoli

Túi áo

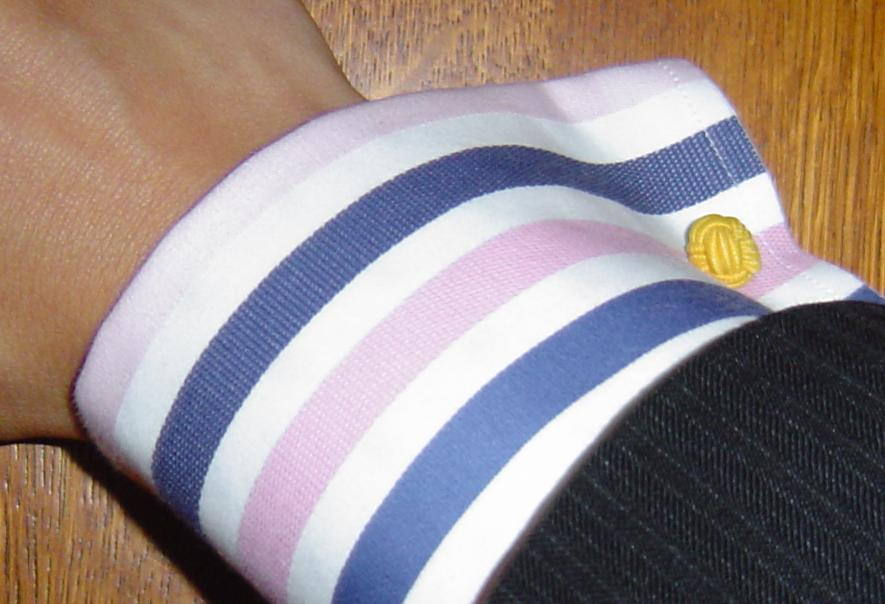
Cổ tay áo có khuy măng sét

Có thể có hoặc không có túi áo; túi áo có thể hở hoặc có nắp hoặc có nút hay khóa cài.

## Chất liệu làm áo
Có hai loại sợi chính dùng để dệt áo là sợi thiên nhiên và sợi nhân tạo (sợi tổng hợp). Về sợi thiên nhiên, có sợi lanh (dùng đầu tiên trong lịch sử), sợi bông (dùng phổ biến), sợi gai, len, lụa. Về sợi tổng hợp, có polyester, tencel, viscose,...Ngoài ra người ta còn dùng polyester pha sợi bông (poly-cotton).

### Sách
Tiếng Anh
- Baumgarten, Linda; Colonial Williamsburg Foundation (2002). What Clothes Reveal: The Language of Clothing in Colonial and Federal America. Williamsburg, VA: Colonial Williamsburg Foundation in association with Yale University Press, New Haven. ISBN 0-300-09580-5. OCLC 49959172.{{Chú thích sách}}:  Quản lý CS1: nhiều tên: danh sách tác giả (liên kết)
- Brown, William L. III (1999). Some Thoughts on Men's Shirts in America, 1750-1900. Gettysburg, PA: Thomas Publications. ISBN 1-57747-048-6.
- Cunnington, Cecil Willett; Cunnington, Phillis (1992). The History of Underclothes. New York: Dover Publications. ISBN 0-486-27124-2. OCLC 449878183.
- Pastoureau, Michel; Gladding, Jody (dịch) (2001). The Devil's Cloth: A History of Stripes. New York: Columbia University Press. ISBN 0-7434-5326-3.{{Chú thích sách}}:  Quản lý CS1: nhiều tên: danh sách tác giả (liên kết)

Tiếng Pháp
- Arnaud Boutin, M.N.; Tasmadjian, S. (1997). Le vêtement. Repères pratiques. Paris: Éditions Nathan. ISBN 2-09-182472-0.

### Tạp chí
- Young, Julia Ditto (tháng 5 năm 1902). "The Rise of the Shirt Waist". Good Housekeeping.{{Chú thích tạp chí}}:  Quản lý CS1: năm (liên kết)